# Prestonia speciosa
Prestonia speciosa là một loài thực vật có hoa trong họ La bố ma. Loài này được Donn.Sm. miêu tả khoa học đầu tiên năm 1899.